# 宽额短额鲆
宽额短额鲆（学名：Engyprosopon latifrons）为輻鰭魚綱鰈形目鰈亞目鲆科短额鲆属的鱼类。分布于西达印度洋塞舌尔群岛及马尔代夫群岛以及海南省中沙群岛等，属于热带浅海底层鱼，棲息深度37-68公尺，體長可達8公分，棲息在沙底質底層水域，生活習性不明。